# Tito Puccetti
Jesús David Puccetti Carvajal (Calamar, Bolívar, 22 de enero de 1970), conocido como Tito Puccetti, es un comunicador social, periodista y narrador deportivo colombiano
Tito vivió en Bucaramanga y luego se radicó en Bogotá. Tiene amplia experiencia en periodismo deportivo, con énfasis en presentación y conducción de programas deportivos, así como en narración de fútbol y elaboración de crónicas e informes propios de su labor.

## Trayectoria

### Caracol Televisión
Trabajó como reportero en el Noticiero Colombia 12:30, como director de deportes del Noticiero En Vivo 9:30, así como periodista y presentador de Caracol Noticias durante diez años en el canal Caracol Televisión, en el que participó en varios eventos importantes como el Mundial Francia 1998, el Mundial Alemania 2006, la Copa América 1997, Copa América 1999, Copa América 2001 y Copa América 2007; también en pre-olímpicos, suramericanos y diferentes partidos en las eliminatorias mundialístas y Copa Libertadores. Fue narrador del fútbol profesional colombiano en “Fútbol Extremo” por Radio Santa Fe (1070 A.M.) y también en televisión para Telmex en Colombia. El 7 de octubre de 2008 obtuvo el Premio Simón Bolívar, en la categoría Mejor Emisión Deportiva en Televisión.
En junio del 2014 Tito regresó a Caracol Televisión con su emisora Blu Radio para comentar, narrar y dialogar en el mundial de Brasil 2014. En marzo de 2016 se reincorporó a Caracol Televisión como relator deportivo, presentador de deportes de la primera edición de Noticias Caracol y locutor en Blu Radio hasta el 11 de enero de 2022.

### ESPN
En septiembre del 2008, Tito partió hacia Argentina para unirse a ESPN Sudamérica, donde también trabajan grandes personajes como Quique Wolff, Miguel Simón, Jorge Barril, entre otros. Es conductor de SportsCenter, ESPN Report, Balón Dividido, entre otros programas de la programación de ESPN en los cuales participa; es narrador o relator de fútbol de las principales ligas del mundo, imponiendo su muleltilla "Hay... rrrrrrrrumor de buen fútbol". Además, escribe para la página de internet de ESPN. En febrero de 2016 renunció a la cadena para regresar a Colombia, pero a finales de noviembre del mismo año, regresa a ESPN en los estudios de Argentina donde es presentador de Sportscenter Andina para Colombia, Ecuador y Venezuela, además de seguir trabajando como narrador de fútbol en las principales ligas del mundo. El 31 de agosto de 2018 Tito se despidió definitivamente ESPN

### DirecTV Sports
Antes del mundial fue contratado para que trabaje en DirecTV para que cubra la participación de la Selección de fútbol de Colombia en el mundial de Rusia 2018, actualmente sigue en el relanzado DirecTV Sports Colombia.

### Win Sports
El 12 de enero de 2022 se incorpora al canal en reemplazo del periodista César Augusto Londoño, tomando así las riendas de los programas que él conducía tales como Conexión y Mucho+ Fútbol. En paralelo, desempeña su rol de relator, debido al espacio dejado por otro relator de renombre como el Tato Sanint que fue parte de la deserción de los periodistas de Caracol Radio